# Ulco (Südafrika)
Ulco ist ein südafrikanischer Ort in der Gemeinde Dikgatlong, Distrikt Frances Baard in der Provinz Northern Cape. Er liegt rund 40 Straßenkilometer nordwestlich von Barkly West entfernt. Im Jahre 2011 hatte Ulco 860 Einwohner in 288 Haushalten.

## Beschreibung
Zur Gründung von Ulco kam es wegen umfangreicher Kalksteinvorkommen in der Umgebung und dessen Weiterverarbeitung an dieser Stelle. Der Ortsname leitet sich von der Union Lime Company ab, einem früheren südafrikanischen Unternehmen. Ulco hat keine weiteren Ortsteile. Hier wohnen nur Personen, die in der ansässigen Kalkstein- und Zementproduktion arbeiten.  Ein Teil der früheren, hier beschäftigten Bewohner wurde nach Longlands umgesiedelt, das 20 Kilometer entfernt liegt.

## Wirtschaft
Der Kalksteinabbau dient der Zementherstellung. Die Zementproduktion an diesem Ort zählt zu den überregional bedeutsamen Standorten dieser Industrie, die Abnehmer im südlichen Afrika beliefern.

## Verkehr
Auf dem Landweg ist Ulco über die Regionalstraße R31 aus Richtung Kimberley (77 km) oder über die R370 von Warrenton (88 km) erreichbar. In der Nähe des Ortes befindet sich der Bahnhof Ulco an der Eisenbahnstrecke Kimberley–Barkly West–Postmasburg–Sishen–Hotazel. Am südlichen Rande der Siedlung gibt es einen kleinen Flughafen.